# Поликапролактон
Поликапролактон (англ. Polycaprolactone, PCL) — биоразлагаемый полиэфир с низкой температурой плавления (59-64 градусов). Является полимером ε-капролактона. Широко применяется для производства специальных полиуретанов.

## Биомедицинские применения
Поликапролактон остается одним из наиболее перспективных материалов для тканевой инженерии благодаря возможности создания сложных трехмерных структур с контролируемыми свойствами.
- Как шовный материал[1].
- Как саморассасывающийся термальный имплантат пролонгированного действия (филлер), обладающий как способностью стимулировать рост фиброзной ткани, так и восполняющий объём за счёт собственных компонентов[3].
- Как материал для получения волокнистых каркасов тканеинженерных конструкций[4][5], в том числе для хрящевой и сердечно-сосудистой тканей[6].
- Изготовление скаффолдов для регенерации костной ткани[6].
- Системы контролируемой доставки лекарств[6].

Разрешен FDA для биомедицинского применения.
Биодеградация в теле человека происходит медленно, около 3 лет. Продуктами деградации являются капроновая кислота, вода, CO2 .

## Использование в прототипировании
Используется для лепки и прототипирования в домашних условиях. Для этих целей продается под названиями: ПластиLine, Hand Moldable Plastic, Mold-Your-Own Grips, InstaMorph, Shapelock, Friendly Plastic, Plastimake, Polymorph, Protoplastic, Полиморфус, Экоформакс, ПластикУм.
Может использоваться в 3д-принтере RepRap.

## Другие применения
Из сополимерных смол поликапролактона и крахмала изготавливаются биоразлагаемые пакеты (технология разработана институтом SINAS).

## Получение
Синтезируется из ε-капролактона при нагреве и использовании катализаторов:

## Коммерческое производство
Поликапролактон производился бельгийской компанией Solvay (торговая марка CAPA), в 2008 году бизнес был продан шведско-британской компании Perstorp AB.
Второй производитель — Union Carbide (торговая марка TONE), в 1999 году компания куплена Dow Chemical.
Третий производитель — японская компания Daicel Corporation (торговые марки Cellgreen и Placcel M).
Производят поликапролактон также компании BASF SE (не очень активно), Sigma-Aldrich Corporation, Polysciences Inc. и некоторые другие.
В России производства поликапролактона нет.